# Allie DeBerry
Alexandria "Allie" DeBerry  (Houston, Texas, 26 de outubro de 1994) é uma atriz e modelo norte-americana. Ela é mais conhecida por seu papel na série, Programa de Talentos, no qual interpreta "Paisley Houndstooth", a melhor amiga de "Lexi Reed", interpretada por Stefanie Scott.

## Filmografia
| Ano            | Título                                              | Papel                                                                | Notas                                             |
| -------------- | --------------------------------------------------- | -------------------------------------------------------------------- | ------------------------------------------------- |
| 2001           | The Way She Moves                                   | Menina Flor                                                          | Primeiro Papel                                    |
| 2001           | It's a Miracle                                      | Brittany                                                             | "Lost Little Girl" (Episódio 16, 4ª temporada)    |
| 2003           | I'm with Her                                        | Alex (jovem)                                                         | "Alex Misses the Boat" (1ª temporada, Episodio 8) |
| 2007           | Love and Mary                                       | Sara Pedersen                                                        | Primeiro Filme Teatral                            |
| 2008           | What's the Word?                                    | Ela Mesma                                                            | TV                                                |
| 2009           | True Jackson, VP                                    | Cammy                                                                | 2 episódios                                       |
| 2009           | The Wannabes                                        | Bailarina                                                            | 1 episódio                                        |
| 2010           | No Ritmo                                            | Destiny                                                              | "Hook It Up" (1ª temporada, episódio 8)           |
| 2011-2014      | Programa de Talentos                                | Paisley Houndstooth                                                  | Disney Channel Original Series                    |
| 2013 2014 2015 | The Starving Games Suburgatory A Haunting In Cawdor | Garota no telão #1 Uma das Sobrinhas de Dallas Royce Jeanette Welles | 1 Episódio Filme                                  |

Contos Macabros 2